# 의회 해산
의회 해산(議會解散 영어: dissolution of parliament)은 의원내각제 하에서 내각이 의회(양원제에서는 하원) 의원 전체에 대해 임기만료 전에 의원 자격을 상실케 하는 것을 말한다. 의회(하원)에 의한 내각 불신임 결의나 내각신임 결의 요구 거부에 대항하는 수단으로 쓰이며, 의회 해산 후 대체로 25일 ~ 40일 사이에 새 의회를 구성할 총선거가 실시된다.
이 제도는 내각(행정부)의 존립 근거가 전적으로 국회의 신임 여부에 달려 있는 의원내각제의 본질적인 제도이며, 국회와 대통령(행정부 수반)이 국민의 선거로 각각 선출되어 상호 독립적인 대통령제와는 이질적인 제도이다.

## 대한민국
대한민국에서는 의원내각제를 채택했던 제2공화국 헌법에 제도의 본질상 당연히 규정되어 있었다. 또한, 대통령 독재로 대통령이 국회보다 압도적인 힘의 우위에 있었던 제4공화국과 제5공화국 헌법에도 대통령의 국회해산권이 규정되어 있었다.

## 같이 보기
- 조기선거